# Classe ATC R05
La classe ATC R05, dénommée « Médicaments contre la toux et le rhume », est un sous-groupe thérapeutique de la classification anatomique, thérapeutique et chimique, développée par l'OMS pour classer les médicaments et autres produits médicaux. La classe ATC vétérinaire correspondante dans la classification ATCvet est QR05. Le sous-groupe présenté ici est celui établi par l'OMS, et peut donc différer des versions dérivées utilisées dans certains pays. Il fait partie du groupe anatomique R de la classification, intitulé « Système respiratoire ».

## R05C Expectorants, sauf les associations avec des suppresseurs de la toux

### R05CAExpectorants
R05CA01 Tyloxapol
R05CA02 Iodure de potassium
R05CA03 Guaïfénésine
R05CA04 Ipecacuanha
R05CA05 Racine d'Althea
R05CA06 Senega
R05CA07 Pentasulfure d'antimoine
R05CA08 Créosote
R05CA09 Gaïacolsulfonate
R05CA10 Associations
R05CA11 Lévoverbénone
R05CA12 Hederae helicis folium
R05CA13 Cinéole

### R05CBMucolytiques
R05CB01 Acétylcystéine
R05CB02 Bromhexine
R05CB03 Carbocystéine
R05CB04 Éprazinone
R05CB05 Mesna
R05CB06 Ambroxol
R05CB07 Sobrérol
R05CB08 Domiodol
R05CB09 Létostéine
R05CB10 Associations
R05CB11 Stépronine
R05CB13 Dornase alfa (désoxyribonucléase)
R05CB14 Nelténexine
R05CB15 Erdostéine
R05CB16 Mannitol
QR05CB90 Hydrochlorure de dembrexine

## R05DAntitussifs, sauf les associations avec des expectorants

### R05DA Alcaloïdes de l'opium et dérivés
R05DA01 Éthylmorphine
R05DA03 Hydrocodone
R05DA04 Codéine
R05DA05 Alcaloïdes de l'opium avec de la morphine
R05DA06 Norméthadone
R05DA07 Noscapine
R05DA08 Pholcodine
R05DA09 Dextrométhorphane
R05DA10 Thébacon
R05DA11 Dimémorfan
R05DA12 Acétyldihydrocodéine
R05DA20 Associations
QR05DA90 Butorphanol

### R05DB Autres antitussifs
R05DB01 Benzonatate
R05DB02 Benpropérine
R05DB03 Clobutinol
R05DB04 Isoaminile
R05DB05 Pentoxyvérine
R05DB07 Oxolamine
R05DB09 Oxéladine
R05DB10 Clofédanol
R05DB11 Pipazétate
R05DB12 Bromure de bibenzonium
R05DB13 Butamirate
R05DB14 Fédrilate
R05DB15 Zipéprol
R05DB16 Dibunate
R05DB17 Droxypropine
R05DB18 Prénoxdiazine
R05DB19 Dropropizine
R05DB20 Associations
R05DB21 Clopérastine
R05DB22 Méprotixol
R05DB23 Pipéridione
R05DB24 Tipépidine
R05DB25 Morclofone
R05DB26 Népinalone
R05DB27 Lévodropropizine
R05DB28 Diméthoxanate

## R05F Antitussifs et expectorants, associations

### R05FA Dérivés de l'opium et expectorants
R05FA01 Dérivés de l'opium et mucolytiques
R05FA02 Dérivés de l'opium et expectorants

### R05FB Autres antitussifs et expectorants
R05FB01 Antitussifs et mucolytiques
R05FB02 Antitussifs et expectorants

## R05X Autres associations anti-rhume
Vide.